# Lo Tràngul
L'Associació Democràtica Catalanista Lo Tràngul fou creada el gener del 1900 i constituïda formalment a finals del 1901, una de les primeres associacions explícitament autonomista.
El seu òrgan era el diari Llevant, on hi publicava poemes Manuel Serra i Moret. Fou un dels grups convocats dels actes de l'onze de setembre de 1901. El setembre del 1902 adoptà un to de caràcter socialista i el 1903 Llevant es va sotstitular Setmanari Catalanista Obrer. Va mantenir tensions entre el sector obrerista i llibertari, de Frederic Pujulà i Vallès, i el sector catalanista més ortodox i interclassista, de Jesús Durany i Bellera, qui en serà expulsat i passarà a Lo Sometent, alhora que col·laborava a La Davantera, òrgan de l'Associació Popular Regionalista. Es va dissoldre el 1903.